# A2 Ethniki 2003-2004
L'A2 Ethniki 2003-2004 è stata la 43ª edizione della seconda divisione greca di pallacanestro maschile. La 18ª edizione con il nome di A2.

## Classifica finale
| #  | Teams                    | P  | V  | P  | PF   | PS   | Pt | Qualificate |
| -- | ------------------------ | -- | -- | -- | ---- | ---- | -- | ----------- |
| 1  | Panellīnios              | 26 | 20 | 6  | 2061 | 1880 | 46 | Promozione  |
| 2  | MENT BC                  | 26 | 20 | 6  | 2224 | 2055 | 46 | Promozione  |
| 3  | Olympia Larissa BC       | 26 | 17 | 9  | 2009 | 1938 | 43 | Promozione  |
| 4  | Kolossos Rodi            | 26 | 16 | 10 | 2143 | 1973 | 42 |             |
| 5  | Anō Liosia               | 26 | 14 | 12 | 2085 | 2019 | 40 |             |
| 6  | G.S. Larissa             | 26 | 14 | 12 | 1990 | 2007 | 40 |             |
| 7  | A.O. Near East Kesariani | 26 | 13 | 13 | 1938 | 1958 | 39 |             |
| 8  | K.A.O. Dramas            | 26 | 12 | 14 | 2043 | 2117 | 38 |             |
| 9  | Palaio Faliro            | 26 | 12 | 14 | 2122 | 2184 | 38 |             |
| 10 | A.G.E. Calcide           | 26 | 12 | 14 | 2150 | 2129 | 38 |             |
| 11 | Doukas                   | 26 | 10 | 16 | 1911 | 1958 | 36 |             |
| 12 | Xanthi BC                | 26 | 10 | 16 | 1770 | 1906 | 36 |             |
| 13 | Iōnikos Nikaias          | 26 | 6  | 20 | 1855 | 2057 | 32 | Retrocesse  |
| 14 | Papagou                  | 26 | 6  | 20 | 1814 | 1934 | 32 | Retrocesse  |